# 湛水
| ウィキペディアには「湛水」という見出しの百科事典記事はありません（タイトルに「湛水」を含むページの一覧/「湛水」で始まるページの一覧）。 代わりにウィクショナリーのページ「湛水」が役に立つかもしれません。 |